# Jüdenstraße 11

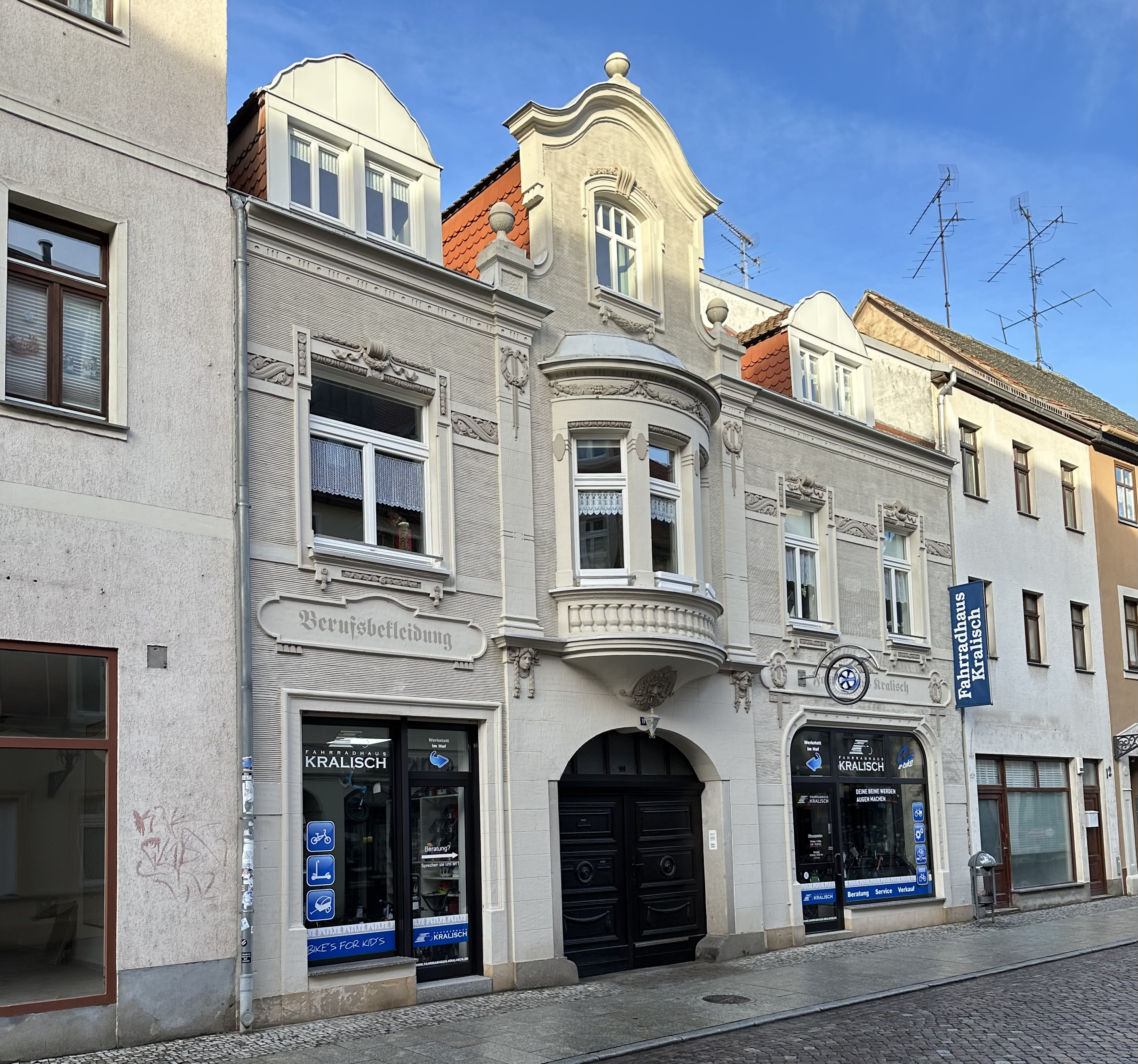
Jüdenstraße 11 im Jahr 2024

Die Jüdenstraße 11 ist ein denkmalgeschütztes Wohn- und Geschäftshaus in der Lutherstadt Wittenberg in Sachsen-Anhalt.

## Lage
Das Gebäude befindet sich im nördlichen Teil der Altstadt der Lutherstadt Wittenberg auf der Nordseite der Jüdenstraße.

## Architektur und Geschichte
In seinem Kern geht das zweigeschossige Haus auf die Zeit um 1820 zurück. Es war als Handwerkerhaus mit Wirtschaftshof im Stil des Spätbarocks entstanden. Im Jahr 1907 wurde es von Friedrich Gutwort umgebaut. Es entstand eine als ungewöhnlich qualitätvolle, klassizierend beschriebene Fassade in Formen des Jugendstils. Geprägt wird die Fassade vor allem von einem vor dem Obergeschoss befindlichen Runderker. Unterhalb des Erkers befindet sich die Hauseinfahrt, oberhalb ein Zwerchhaus.
Im Denkmalverzeichnis des Landes Sachsen-Anhalt ist das Wohn- und Geschäftshaus unter der Erfassungsnummer 094 35926 als Baudenkmal verzeichnet.